# 五脊毛兰
五脊毛兰（学名：Eria quinquelamellosa）为兰科毛兰属下的一个种。

## 扩展阅读
- 維基物種上的相關：五脊毛兰